# Милена Николова (писателка)
Вижте пояснителната страница за други личности с името Милена Николова.
Милена Николова е българска писателка.

## Биография
Милена Николова е родена на 31 октомври 1984 в Сливен. Завършва Гимназията с преподаване на западни езици „Захарий Стоянов“ в гр. Сливен, където изучава английски и немски език. През 2003 г. тя е приета в Университета за национално и световно стопанство, гр. София и през 2008 г. завършва степен „Бакалавър“ по специалността „Международни икономически отношения“. Същата година тя продължава обучението си в Нов български университет, като през 2009 г. тя придобива степен „магистър“ оттам. През същата година завършва следдипломна квалификация по кинезитерапия в Националната спортна академия „Васил Левски“ в София. През 2011 г. тя завършва втора магистратура по специалност „английски език и методика“.
Милена Николова посещава осем години класа по литературно творчество при Обединената школа по изкуствата „Мишо Тодоров“ в гр. Сливен с преподавател поетесата Евгения Генова.

## Награди и публикации
Милена Николова е два пъти лауреат в международния конкурс „Европа в училище“ (1999 und 2004), организиран от Съветът на Европа, от Европейският парламент, от Европейската комисия и от Европейската културна фондация.
В 51-вото издание на Международния конкурс „Шанкар“ Милена Николова печели сребърен медал. 
Получавала е награди от международните конкурси „Европа в училище“ и „Шанкар“ и от националните конкурси „Тера фантазия“, „Море“, „Любовта, без която не можем“, „Огънят на Орфей“, „Петя Дубарова“, „Дора Габе“, „Искри“, „Витошко лале“, „Южни слънца“, „Моите детски мечти“, „Живеем в земята на Христо Ботев“ и др. Носител на трета награда от Осмия конкурс за кратка проза на LiterNet & eRunsMagazine (2010). Получава наградата за млад автор в национален литературен конкурс за поезия „Биньо Иванов (конкурс)“, Кюстендил (2013) и (2014)
Има публикации във в. „Словото днес“, в. „Новият пулс“, сп. „Пламък“, сп. „Родна реч“, в. „Труд“, в. „Сега“, в. „24 часа“, в. „Дума“, в. „Литературен фронт“, сп. „Жажда“ и др. Нейни произведения са публикувани на уебстраниците „Liternet“, „Listopad“, „Az-jenata“ и излъчвани в предавания по Българската национална телевизия и Българското национално радио.
Нейни стихотворения са включени в „Антология на българската поезия – ХХІ век“ (2015), дело на ИК „Световете“ и на Асоциацията на софийските писатели. В солидния том от 484 стр. са представени 258 поети с по няколко стихотворения, биографична бележка и снимка.
Превеждала е стихотворения на американски, английски, немски и македонски поети.
От 2008 г. е член на Съюза на българските писатели.
През 2014 г. Милена Николова е член на журито на международния поетичен конкурс „Write, share, get read“  (Пиши, споделяй, бъди четен) и член в журито на националния конкурс за есе и стихотворение „Християнското семейство – съвършеният начин да обичаш другия“ .
Стихотворения на английски език на Милена Николова са публикувани в международната антология за поезия и проза „XXI CENTURY WORLD LITERATURE“ („21 век световна литература“), Publisher: Kafla Intercontinental; First edition (2016), Language: English, ISBN-10: 9384023094, ISBN-13: 978-9384023096

### PoemTherapy
През май 2012 г. Милена Николова основава Facebook блога Poem Therapy. Той е независимо онлайн списание за българско и международно изкуство, което съществува благодарение на нейния безвъзмезден труд. В него тя споделя стихове, както на български, така и на чуждестранни автори.
През декември 2014 г. Милена Николова организира международен поетичен конкурс в памет на поетесата Евгения Генова „If my heart is set on fire, the Universe will get flooded into love“.

## Книги
- Любов по време на дъга. Пламък, София, 2003. ISBN 954-8046-65-2.
- Сълзи в джобовете. Български писател, София, 2005. ISBN 954-443-520-4.
- Обяснение в благодарност. Обнова, Сливен, 2015. ISBN 954-9486-735.
- Eine Sonnenbrille für die Sonne, Books on Demand, Norderstedt, 2016.ISBN 978-3-8391-1027-0.